# Bela Pratapgarh
Bela Pratapgarh (Hindi: बेला प्रतापगढ़ Belā Pratāpgaṛh [ˈbeːla prʌˈt̪aːpɡʌɽʱ]), kurz Bela, ist eine Stadt im nordindischen Bundesstaat Uttar Pradesh.
Sie liegt im Südosten der Region Awadh (Oudh) rund 60 Kilometer nördlich von Prayagraj am Ufer des Flusses Sai. Zum Zeitpunkt der Volkszählung 2011 hatte Bela Pratapgarh 76.133 Einwohner. Die Stadt ist Verwaltungssitz des Distrikts Pratapgarh.
Bela wurde 1802 von den Briten als Quartier für die im Fürstenstaat Oudh stationierten Hilfstruppen nahe der Stadt Pratapgarh gegründet, die dank ihrer aus dem 17. Jahrhundert stammenden Festung ein Machtzentrum in der Region war. Seinen Namen erhielt Bela nach einem Tempel der Göttin Bela Bhawani am Ufer des Sai. Nach dem Indischen Aufstand von 1857 annektierten die Briten Oudh und machten Bela zum Verwaltungssitz des neugegründeten Distrikts Pratapgarh.
Die Namen Bela und Pratapgarh werden bisweilen vertauscht. So nennt sich der Bahnhof in Bela Pratapgarh Junction. An diesem Bahnhof kreuzen sich die Bahnstrecken von Lucknow über Raebareli nach Varanasi und von Prayagraj nach Faizabad. Auch die Straßenverbindung von Prayagraj nach Faizabad (National Highway 96) führt über Bela.